# Androfilia

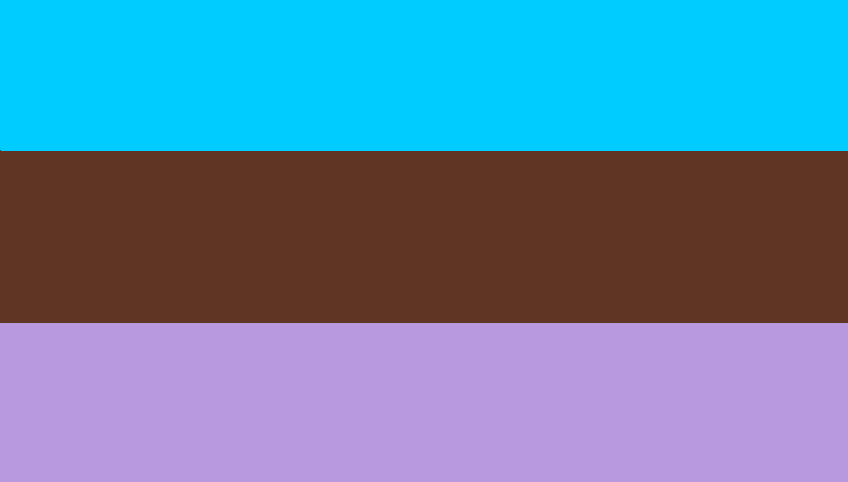
La bandera androsexual

Androfilia o androsexualidad es un término utilizado en las ciencias del comportamiento para describir la orientación sexual, como una alternativa a una conceptualización homosexual y heterosexual.

## Etimología
La androfilia (del griego ἀνήρ, aner, 'varón'; y φιλία, filía, 'atracción' o 'preferencia') o androsexualidad describe la atracción sexual, estética y afectiva hacia el varón, el deseo y admiración por lo varonil estéticamente bello, bueno y virtuoso, por los hombres o por la masculinidad; conservando su estado de virilidad y manteniendo un comportamiento completamente varonil.
El término puede identificar los aspectos de un hombre por la atracción hacia lo masculino, sin atribuir una asignación sexual o identidad de género a la persona. Un andrófilo puede mantener relaciones afectivas, emocionales y/o sexuales con otro hombre varonil conservando ambos su comportamiento masculino.

## Uso histórico
En un debate sobre la homosexualidad, el sexólogo Magnus Hirschfeld, dividió a los hombres en cuatro grupos: 
- Pedófilos: Son los hombres que se sienten más atraídos por los jóvenes prepúberes.
- Efebófilos: Son los hombres que sienten mayor atracción por los jóvenes desde la pubertad hasta los veinte años de edad.
- Andrófilos: Son los hombres que son más atraídos por otros hombres entre los veinte y cincuenta años de edad.
- Gerontófilos: Son los hombres que presentan más atracción por los hombres mayores, hasta la edad senil.[7][8]

Según Karen Franklin, Hirschfeld consideraba la efebofilia como algo «común y no patológico, y los efebófilos y los andrófilos representan cada uno aproximadamente el 45% de la población homosexual».
En su libro A Manifesto: Rejecting the Gay Identity, Reclaiming Masculinity (Androfilia, un manifiesto: Rechazo de la identidad gay, reclamando la masculinidad), Jack Malebranche utiliza el término para enfatizar masculinidad, tanto en el objeto y en el sujeto del deseo homosexual masculino y el rechazo a la disidencia sexual que él ve en algunos segmentos de la identidad homosexual.
El término androsexualidad se utiliza ocasionalmente como sinónimo de androfilia.

## Usos alternativos de la biología y la medicina
En biología, el término «andrófilo» se utiliza a veces como sinónimo de antropófilo, que describe parásitos que tienen una preferencia de acogida para los seres humanos en comparación con los animales.
Siguiendo a Hirschfeld, androfilia se utiliza a veces en las taxonomías que especifican los intereses sexuales sobre la base de los rangos de edad, lo que John Money llamó chronophilia. En estos sistemas, la atracción sexual entre adultos se llama «teleiofilia» o «adultofilia». En este contexto, el psicólogo Dennis Howitt expone que la androfilia significa «la atracción física de los hombres adultos».

## El interés sexual en los adultos
La definición es principalmente una cuestión de teoría, no solo de clasificación, puesto que esta última implica una teoría. Por lo cual androfilia sería «el interés sexual físico de los jóvenes en los hombres adultos».

## Escala sinótica de la androfilia
La escala de androfilia fue creada para medir el interés erótico físico en los hombres adultos, y desarrollada por Kurt Freund y Betty Steiner en 1982. Esta fue posteriormente modificada por Ray Blanchard en 1985, cuyo título es «Índice Androfilia-Ginefilia (MAGI)».